# 14309 Defoy
14309 Defoy è un asteroide areosecante. Scoperto nel 1908, presenta un'orbita caratterizzata da un semiasse maggiore pari a 2,5984997 UA e da un'eccentricità di 0,4520651, inclinata di 6,47808° rispetto all'eclittica.